# Экдистен
Экдисте́н, или Экдистерон (ecdysterone, 20 Beta-Hydroxyecdysterone, 20Е) — природное соединение стероидной структуры, выделенное из корней и корневищ левзеи сафлоровидной (рапонтикума сафлоровидного). Стимулирует синтез белка в организме. Повышает умственную и физическую работоспособность, обладает тонизирующим эффектом. Является метаболическим средством.

## Описание
Применяют у взрослых в качестве тонизирующего средства при астенических и астенодепрессивных состояниях, связанных с ослаблением белоксинтезирующих процессов, при длительных интоксикациях, инфекциях, неврастении, неврозах, гипотензии; во время интенсивных спортивных тренировок и др.
При применении экдистена у больных с лабильной нервной системой возможны бессонница, повышение артериального давления. В этих случаях уменьшают дозу или прекращают вечерний приём препарата.
Как показали исследования, экдистерон, в небольших дозировках (30 мг в день) не оказывает никакого эффекта на уровень свободного/занятого тестостерона. Несмотря на стероидную структуру, экдистен лишён вредных побочных эффектов препаратов экзогенного тестостерона и анаболических стероидов. Длительный приём экдистена даже в высоких дозах (по 8-10 таблеток в день в течение 1-3 месяцев) не вызывает нарушений в содержании основных гормонов организма (кортизол, соматотропин, тестостерон, инсулин, тиреотропный гормон) в крови, не оказывает какого-либо побочного влияния на печень.
Длительность приёма от 10 до 20 дней. Затем, на период поддерживающих нагрузок, следует делать перерыв в приёме препарата на 10-15 дней. Приём экдистена целесообразно комбинировать с потреблением белковых препаратов и витаминов B2, B6, В12.
Существуют данные и о антиоксидантных свойствах 20-гидроксиэкдизона (экдистеен, экдизон) in vitro

.

## Физические свойства
Белый с кремоватым оттенком кристаллический порошок. Мало растворим в воде, трудно — в спирте. Усиливает биосинтез белка в организме. Гормоноподобными свойствами (несмотря на сходство по структуре со стероидными соединениями) не обладает.